# Tobia Pallavicino

Stemma Pallavicino

Tobia Pallavicino (1520 – Genova, 1º gennaio 1581) è stato un mercante italiano.

## Biografia
Fratello di Agostino (che fece costruire il palazzo omonimo), ebbe sette figli da Battina Spinola (fra i quali Orazio, Alessandro e Fabrizio ne seguirono l'attività al suo ritiro).
Nel 1541 nell'attività di importazione di allume per conto della famiglia Grimaldi, ne diventa monopolista sulle piazze di Roma, Londra ed Anversa fra il 1566 ed il 1578 tramite un appalto sul materiale provieniente dai Monti della Tolfa.
Si dedicò anche alla carriera politica, ricoprendo la carica di senatore fra gli anni 1544 e 1577, e di governatore fra gli anni 1576 e 1580.
Nel 1560 con Giacomo Lomellino fu ambasciatore alla corte di Francia in occasione della congiura di Scipione Fieschi (fratello di Gianluigi).
Commissionò la costruzione del palazzo oggi noto come Palazzo Carrega Cataldi, eretto fra il 1558 ed il 1561.